# 合気道錬身会
合気道錬身会は塩田剛三の高弟で合気道養神館本部道場で道場長を勤めた千田務が2008年に東京都中央区に設立した合気道の団体。同年、内閣府より特定非営利活動法人（NPO法人）の認証を受けて特定非営利活動法人合気道錬身会となった。

## 特色
技術的には現在の養神館合気道と同じである。ただ、千田の師である塩田剛三は一般人にはわかりづらい曖昧な表現を嫌い合理的な稽古方法を重視した。千田もこの方針を受け継ぎ物理的にわかりやすい指導法を重んじているとされる。また千田の弟子の中には警視庁機動隊やSP、民間の警備員として身辺警護業務に従事する者もいる。また、年に一回、演武大会が開催され全国の道場及び傘下団体が集まる。